# Valeriana agrimoniifolia
Valeriana agrimoniifolia är en kaprifolväxtart som beskrevs av Ellsworth Paine Killip. Valeriana agrimoniifolia ingår i släktet vänderötter, och familjen kaprifolväxter. Inga underarter finns listade i Catalogue of Life.